# Пословни и правни факултет Универзитета МБ
Пословни и правни факултет, раније Факултет за пословно-индустријски менаџмент, је високошколска установа у Србији. Основан је 8. августа 2002. године решењем Министарства спорта Републике Србије према Закону о универзитету.

## Историја
Године 2002. основала га је компанија Менаџмент Плус из Крушевца, а радио је у оквиру Универзитета Унион. Факултет је 2011. променио седиште, са адресе Мајке Југовића бр. 4 у Крушевцу, на адресу краља Петра Првог 372 у Младеновцу.
Крајем 2016. године променио је име из „Факултет за пословно индустријски менаџмент” у „Пословни и правни факултет” и добио нову дозволу за рад  Министарства просвете Републике Србије. Крајем 2020. променио је универзитет и сада послује у оквиру Универзитета МБ.
Основне студије трају четири године, а на њима су студенти школују за дипломиране индустријске менаџере, на производном, информатичком и економском систему.

## Студијски програми
- Студије првог степена, основне академске студије

1. Студијски програм пословни менаџмент
2. Студијски програм Право
3. Студијски програм Информационе технологије
4. Студијски програм Пословна економија

- Студије другог степена, мастер академске студије

1. Студијски програм Индустријско економски менаџмент
2. Студијски програм Пословно право
3. Студијски програм Информационе технологије

- Студије трећег степена, докторске студије

1. Студијски програм Пословни менаџмент
2. Студијски програм Напредне информационе технологије
3. Студијски програм јавно право